# 红男爵 (电影)
《紅爵士》（英語：The Red Baron）是由Nikolai Müllerschön导演的一部德国电影，讲述人称“红男爵”的曼弗雷德·冯·里希特霍芬在第一次世界大战中的传奇经历。影片在捷克、法国、德国三地拍摄，但为提高其商业价值最终电影对白采用英语。